# Viadotto Fiumara di Tito
Il viadotto Fiumara di Tito è un viadotto autostradale italiano, posto sul raccordo autostradale Sicignano-Potenza (strada europea E847) al confine fra i comuni di Picerno e Savoia di Lucania.
Il ponte attraversa a grande altezza la vallata della Fiumara di Tito.

## Storia
Il viadotto venne progettato dallo studio tecnico degli ingegneri Antonio Benini e Silio Colombini, in collaborazione con gli ingegneri Giorgio Belloni e Giorgio Bellinetti d'Artico  dell'ufficio tecnico dell'impresa Grassetto, realizzatrice dell'opera.
Fu commissionato dalla Cassa per il Mezzogiorno e costruito dall'aprile 1968 all'agosto 1969.

## Caratteristiche
Si tratta di un ponte a travata, in calcestruzzo armato, costituito da 14 campate per una lunghezza totale di 850 m.
Le campate hanno luce e schema statico variabili: in particolare, le 5 campate maggiori hanno una luce di 81,80 m, con travi appoggiate alle mensole solidali alle pile, mentre le campate di accesso hanno luci di lunghezza inferiore e travi semplicemente appoggiate alle pile. Le travi, prefabbricate, e le mensole sono in calcestruzzo armato precompresso.
L'impalcato, unico per entrambe le carreggiate, ha una larghezza di 19,10 m. L'altezza massima del viadotto è di 118 m.
Ha subito una profonda ristrutturazione alla fine degli anni 2000.